# Remedios
Remedios là một khu tự quản thuộc tỉnh Antioquia, Colombia. Thủ phủ của khu tự quản Remedios đóng tại Remedios Khu tự quản Remedios có diện tích 1985 ki lô mét vuông. Đến thời điểm ngày 28 tháng 5 năm 2005, khu tự quản Remedios có dân số 15428 người.